# Чемпионат СССР по тяжёлой атлетике 1990
65-й чемпионат СССР по тяжёлой атлетике прошёл с 5 по 9 сентября 1990 года во Дворце спорта «Юбилейный» в Липецке (РСФСР). Атлеты были разделены на 10 весовых категорий и соревновались в двоеборье (рывок и толчок).

## Медалисты
| Категория    | Золото                    | Золото                 | Серебро                      | Серебро                | Бронза                     | Бронза                 |
| До 52 кг     | Маис Матевосян Эчмиадзин  | 227,5 кг (100 + 127,5) | Алексей Колокольцев Кемерово | 217,5 кг (95 + 122,5)  | Руслан Дю Минск            | 215 кг (100 + 115)     |
| До 56 кг     | Альберт Насибулин Харьков | 270 кг (120 + 150)     | Андрей Шевяков Фергана       | 262,5 кг (117,5 + 145) | Оксен Мирзоян Ереван       | 260 кг (115 + 145)     |
| До 60 кг     | Мухади Седаев Грозный     | 285 кг (130 + 155)     | Амир Азизов Львов            | 277,5 кг (127,5 + 150) | Владимир Мелихов Волгоград | 275 кг (122,5 + 152,5) |
| До 67,5 кг   | Валерий Юров Москва       | 327,5 кг (147,5 + 180) | Рамзан Мусаев Грозный        | 320 кг (140 + 180)     | Умар Эдельханов Грозный    | 315 кг (140 + 175)     |
| До 75 кг     | Фёдор Касапу Кишинёв      | 365 кг (160 + 205)     | Хачатур Кяпанакцян Ленинакан | 345 кг (160 + 185)     | Иван Вон Москва            | 345 кг (155 + 190)     |
| До 82,5 кг   | Сергей Ли Фрунзе          | 385 кг (172,5 + 212,5) | Алексан Карапетян Ленинакан  | 375 кг (170 + 205)     | Геннадий Меженский Луганск | 370 кг (165 + 205)     |
| До 90 кг     | Александр Попов Алма-Ата  | 382,5 кг (175 + 207,5) | Руслан Саидов Грозный        | 382,5 кг (182,5 + 200) | Михаил Калинин Москва      | 377,5 кг (172,5 + 205) |
| До 100 кг    | Игорь Садыков Фергана     | 412,5 кг (187,5 + 225) | Наиль Мухамедьяров Ленинск   | 410 кг (180 + 230)     | Г. Манукян Арарат          | 395 кг (175 + 220)     |
| До 110 кг    | Павел Кузнецов Владимир   | 425 кг (190 + 235)     | Александр Попов Красноярск   | 425 кг (190 + 235)     | Артур Акоев Владикавказ    | 417,5 кг (190 + 227,5) |
| Свыше 110 кг | Сергей Гуняшев Таганрог   | 422,5 кг (192,5 + 230) | Игорь Царенков Волгоград     | 405 кг (190 + 215)     | Алексей Крушевич Витебск   | 392,5 кг (170 + 222,5) |